# Genkō yōshi

Poprawne użycie genkō yōshi (przykład arkuszu z 400 kwadratami):
1. Tytuł w pierwszej linii, zaczynając od czwartego kwadratu.
2. Imię autora w drugiej linii z jednym kwadratem odstępu pomiędzy nazwiskiem a imieniem oraz jednym kwadratem pod.
3. Pierwsze zdanie zaczyna się w trzeciej linii, w drugim kwadracie. Każdy nowy akapit zaczynamy w drugim kwadracie.
4. Podtytuły umieszczone są pomiędzy dwoma pustymi liniami oraz zaczynają się w trzecim kwadracie nowej linii.
5. Znaki interpunkcyjne zazwyczaj umieszczone są w oddzielnym kwadracie, z wyjątkiem, gdy musiałby by być umieszczony na początku nowej linii. W takim przypadku, znak umieszczamy obok ostatniego znaku.

Genkō yōshi (jap. 原稿用紙) − japoński rodzaj papieru do pisania z siatką wyraźnych kwadratów (zazwyczaj 200, bądź 400 na arkusz) do pojedynczego wpisywania znaków.